# Муанье, Адольф
Адольф Жак Муанье (фр. Adolphe Jaques Moynier; 26 сентября 1860, Женева — 23 сентября 1933, Женева) — швейцарский общественный деятель, юрист и финансист, член Международного комитета Красного Креста.

## Биография
Сын Гюстава Муанье, соучредителя и председателя Международного комитета Красного Креста. Изучал право, работал биржевым маклером. С 1887 года почётный консул Бельгии в Женеве.
В 1898—1918 гг. казначей Международного комитета Красного Креста. В 1908 году представлял Международный Красный Крест на IV всемирном конгрессе эсперантистов, под его руководством был проведён эксперимент по уходу за ранеными с коммуникацией на эсперанто. Будучи ответственным работником МККК, в конце Первой мировой войны в 1918 году подписал призыв Международного комитета Красного Креста против использования отравляющих газов.
Член Географического общества Женевы.
Дочь — основательница старейшего швейцарского театра марионеток Марселла Муанье.